# Tommy Smith
Tommy Smith MBE (5. dubna 1945, Liverpool – 12. dubna 2019, Waterloo) byl anglický fotbalový obránce.

## Fotbalová kariéra
V letech 1962-1978 hrál v anglické nejvyšší soutěži za Liverpool FC. Nastoupil ve 467 ligových utkáních a dal 36 gólů. S Liverpoolem vyhrál v sezóně 1976/77 Pohár mistrů evropských zemí a v sezóně 1972/73 a 1975/76 Pohár UEFA. V letech 1966, 1973, 1976 a 1977 získal s Liverpoolem anglický titul, v letech 1965 a 1974 Anglický pohár a v letech 1965, 1966, 1974 a 1977 FA Charity Shield. V Poháru mistrů evropských zemí nastoupil ve 26 utkáních a dal 1 gól, v Poháru vítězů pohárů nastoupil v 16 utkáních a dal 2 góly a v Poháru UEFA nastoupil ve 41 utkáních a dal 5 gólů. Na konci kariéry hrál v North American Soccer League za Tampa Bay Rowdies a Los Angeles Aztecs a jednu sezónu v třetí anglické lize za Swansea City AFC. Za anglickou fotbalovou reprezentaci nastoupil v roce 1971 v 1 utkání.

## Ligová bilance
| Ročník                                 | Zápasy | Góly | Klub               |
| -------------------------------------- | ------ | ---- | ------------------ |
| Football League First Division 1962/63 | 1      | 0    | Liverpool FC       |
| Football League First Division 1964/65 | 25     | 4    | Liverpool FC       |
| Football League First Division 1965/66 | 42     | 3    | Liverpool FC       |
| Football League First Division 1966/67 | 42     | 1    | Liverpool FC       |
| Football League First Division 1967/68 | 36     | 3    | Liverpool FC       |
| Football League First Division 1968/69 | 42     | 6    | Liverpool FC       |
| Football League First Division 1969/70 | 36     | 4    | Liverpool FC       |
| Football League First Division 1970/71 | 41     | 2    | Liverpool FC       |
| Football League First Division 1971/72 | 37     | 6    | Liverpool FC       |
| Football League First Division 1972/73 | 33     | 2    | Liverpool FC       |
| Football League First Division 1973/74 | 34     | 1    | Liverpool FC       |
| Football League First Division 1974/75 | 36     | 2    | Liverpool FC       |
| Football League First Division 1975/76 | 24     | 0    | Liverpool FC       |
| North American Soccer League 1976      | 17     | 0    | Tampa Bay Rowdies  |
| Football League First Division 1976/77 | 16     | 0    | Liverpool FC       |
| Football League First Division 1977/78 | 22     | 2    | Liverpool FC       |
| North American Soccer League 1978      | 12     | 0    | Los Angeles Aztecs |
| Football League Third Division 1978/79 | 36     | 2    | Swansea City AFC   |
| CELKEM Football League First Division  | 532    | 38   |                    |

## Trenérská kariéra
V roce 1978 byl hrajícím trenérem Los Angeles Aztecs.